# Mr.Children DOME TOUR 2009 〜SUPERMARKET FANTASY〜 IN TOKYO DOME
『Mr.Children DOME TOUR 2009 〜SUPERMARKET FANTASY〜 IN TOKYO DOME』（ミスター・チルドレン・ドーム・ツアー にせんきゅう スーパーマーケット・ファンタジー イン・トウキョウ・ドーム）は、日本のバンド・Mr.Childrenの14作目の映像作品。2010年5月10日にトイズファクトリーよりDVDで発売された。

## リリース・音楽性
通常盤のみの1形態で発売。DVD2枚組。三方背ボックス仕様となっており、フォトブックが封入されている。
15thアルバム『SUPERMARKET FANTASY』を引っ提げ開催されたドームツアー『Mr.Children DOME TOUR 2009 SUPERMARKET FANTASY』のうち、2009年12月24日および26日 - 27日に行なわれた東京ドーム公演のライブの模様を収録している。クリエイティブ・ディレクターは丹下紘希が、監督は谷聰志が務めた。音楽ライブでは初となるスパイダーカムを使用して撮影が行なわれている。特典映像として、本ツアーでは12月24日のみの披露となった「抱きしめたい」のライブ映像と、舞台裏映像を収録。
Mr.Childrenの映像作品としては、『Mr.Children Tour 2009 〜終末のコンフィデンスソングス〜』以来約半年ぶりとなるリリース。
本作のアートディレクターは森本千絵が担当。
2013年にMr.Childrenの公式YouTubeチャンネルが開設されたことに伴い、本作に収録されている「声」の映像がアップロードされた。

## チャート成績
初週で約4.9万枚を売り上げ、2010年5月17日付のオリコン週間DVDランキングで初登場1位を獲得。Mr.Childrenとしては『Mr.Children "HOME" TOUR 2007 -in the field-』より3作連続、通算5作目の週間DVDランキング1位となった。翌週、翌々週も1位をキープし、自身初となる初週より3週連続で1位を獲得することとなった。

## 出演
- Mr.Children
  - 桜井和寿：Vocal & Guitar
  - 田原健一：Guitar
  - 中川敬輔：Bass
  - 鈴木英哉：Drums
- 小林武史：Keyboards
- ナオト・インティライミ：Chorus & Acoustic Guitar

## 収録内容

### DISC 1
1. OPENING
2. 声
  - ワンコーラスのみの演奏。
3. ラヴ コネクション
  - ライブでは『Mr.Children TOUR '99 DISCOVERY』以来約10年ぶりの演奏。
4. Dance Dance Dance
5. Worlds end
6. MC
7. HANABI
  - キーを半音下げて演奏された。
8. ロードムービー
9. 風と星とメビウスの輪
10. ALIVE
11. LOVEはじめました
12. Monster
13. ニシエヒガシエ
14. CANDY
  - 演奏後、メンバーがセンターステージへ移動。

### DISC 2
1. MC
  - メンバー紹介が行なわれた。
2. Simple
  - センターステージでの演奏。
  - キーを全音下げて演奏された。
3. Drawing
  - センターステージでの演奏。
  - 曲前にMCが行なわれた。
4. 彩り
  - センターステージでの演奏。
5. fanfare
  - イントロでメンバーがメインステージへ移動。合わせてMCが行なわれた。
  - 一部の歌詞をナオト・インティライミが歌っている。
6. 箒星
7. 名もなき詩
8. エソラ
9. 声
10. 終わりなき旅
11. 365日
  - ここからアンコール。
  - 曲前にVTRが流される。
12. and I love you
13. GIFT
14. END ROLL
  - BGMは「fanfare」。

#### BONUS
1. 抱きしめたい (ON DEC 24. 2009 at TOKYO DOME)
  - 曲前にMCが行なわれる。
2. MAKING OF Mr.Children DOME TOUR 2009 SUPERMARKET FANTASY
  - 東京ドーム公演のライブ当日のリハーサル映像および舞台裏映像。